# Kyōryū Sentai Zyuranger
Kyōryū Sentai Zyuranger (jap. 恐竜戦隊ジュウレンジャー Kyōryū Sentai Jūrenjā; Żołnierze Dinozaurów Zyuranger) – japoński serial z gatunku tokusatsu z roku 1992. Jest szesnastym serialem z sagi Super Sentai stworzonym przez Toei Company. Emitowany był na kanale TV Asahi w każdą niedzielę od 21 lutego 1992 roku do 19 lutego 1993, liczył 50 odcinków.
W 1993 roku Zyuranger jako pierwszy Sentai został zaadaptowany przez amerykańską firmę Saban Entertainment na Mighty Morphin Power Rangers. Sceny walki z Zyuranger pojawiły się w pierwszym sezonie, jednak kostiumy pojawiły się także w innych.
Każdy odcinek rozpoczyna się słowami narratora: „Piątka wojowników z ery dinozaurów sprzed dziesiątek milionów lat właśnie się przebudziła.” (jap. 一億数千万年前の恐竜時代から、今甦った5人の戦士達 Ichiokusūsenman nen mae no kyōryū jidai kara, ima yomigaetta gonin no senshi-tachi.).

## Fabuła
Dwaj astronauci lądują promem kosmicznym na planecie Nemezis, gdzie odnajdują tajemniczą urnę, po której otwarciu nieumyślnie uwalniają uwięzioną tam czarownicę Bandorę oraz jej przybocznych. Wiedźma postanawia zaatakować Ziemię aby zemścić się za zabitego przez dinozaury syna i wygnanie z planety po pierwszej próbie jej podboju. Bandora nienawidzi dzieci, stąd są one jej głównym celem. Aby przeciwstawić się Bandorze dobry czarodziej Barza wybudza że stanu hibernacji piątkę legendarnych prehistorycznych wojowników - Zyurangersów, których misją jest ocalenie Ziemi od potworów wiedźmy.

## Zyurangersi
- Geki (jap. ゲキ) / Tyrano Ranger (jap. ティラノレンジャー Tirano Renjā; Tyranno Ranger) – czerwony wojownik, 24-letni lider Zyurangersów. Ma duże poczucie sprawiedliwości. Geki jest księciem plemienia Yamato, jednak jak się okazuje, jego prawdziwym ojcem jest Czarny Rycerz, zaciekły wróg króla tego plemienia. Po pojedynku który wygrywa król, Geki zostaje przez niego adoptowany i oddzielony od starszego brata Buraia. W walce używa miecza. Gdy Burai umiera, Geki przejmuje jego moce. Jego bestią jest Tyranozaur.
  - Broń: Miecz Atakującego Smoka (jap. 龍撃剣 Ryūgekiken)
  - Bestia-Mentor: Tyranozaur
- Gōshi (jap. ゴウシ) / Mamut Ranger (jap. マンモスレンジャー Manmosu Renjā; Mammoth Ranger) – czarny wojownik. Najstarszy z głównej piątki, ma 27 lat. Rycerz z plemienia Sharma. Posiada ogromną wiedzę, pełni funkcję stratega i zastępcy dowódcy. Jako jedyny umie czytać księgi z czasów prehistorycznych. Został wychowany przez starszą siostrę, ponieważ stracił rodziców. Szybko wydoroślał, zwłaszcza kiedy Bandora zabiła mu siostrę. W walce używa topora. Jego bestią jest Mamut. Gōshi pojawia się także w dwóch ostatnich odcinkach Gokaiger.
  - Broń: Mothbreaker
  - Bestia-Mentor: Mamut
- Dan (jap. ダン) / Tricera Ranger (jap. トリケラレンジャー Torikera Renjā) – niebieski wojownik. Rycerz z plemienia Etof. Ma 20 lat, bardzo odważny, ale też dziecinny. Dan nie liczy się z konsekwencjami, emocje biorą u niego górę nad rozumem. Poza tym jest wesoły, pełni też funkcję błazna. Do walki zwykle używa dwóch dzid. Jego bestią jest Triceratops.
  - Broń: Tricelanca
  - Bestia-Mentor: Triceratops
- Boi (jap. ボーイ Bōi) / Tygrys Ranger (jap. タイガーレンジャー Taigā Renjā; Tiger Ranger) – żółty wojownik. Rycerz z plemienia Daim. Najmłodszy, ma 15-lat. Ma ogromną nadzieję, nigdy się nie poddaje. Boi jest najbardziej zwinnym i wysportowanym Zyurangersem. Popularny wśród dzieci. Lubi dużo jeść, nie znosi jednak marchwi. Jest dosyć poważny jak na swój wiek. Do walki używa pary sztyletów. Jego bestią jest Szablotygrys.
  - Broń: Szablo Sztylety
  - Bestia-Mentor: Szablotygrys
- Mei (jap. メイ) / Ptera Ranger (jap. プテラレンジャー Putera Renjā) – różowa wojowniczka, jedyna kobieta w drużynie. Księżniczka plemienia Risha, ma 16 lat. Uczuciowa, miła i kochająca dziewczyna, stanowi kontrast do jej kolegów z drużyny. Opanowała sztukę błyskawicznej zmiany ubrań. Rywalizuje z Lamią, żoną Gryfozera. W walce posługuje się łukiem. Jej bestią jest Pteranodon.
  - Broń: Ptera Strzała
  - Bestia-Mentor: Pteranodon
- Burai (jap. ブライ) / Smoczy Ranger (jap. ドラゴンレンジャー Doragon Renjā; Dragon Ranger) – zielony wojownik. Ma 30 lat i pierwszy raz pojawia się w odcinku 17. Burai jest starszym bratem Gekiego osieroconym przez ojca, który zdradził plemię Yamato. W przeciwieństwie do Gekiego nie został zaadoptowany przez króla plemienia, co spowodowało urazę do brata. Podczas ataku Bandory Burai skrył się w jaskini, która zawaliła się zabijając go na miejscu. Jego martwe ciało było w tej jaskini przetrzymywane. Kiedy Ryota otworzył jaskinię ponownie, Burai wskrzesił się i po transformacji zaatakował Zyurangersów. Żywił nienawiść do swojego brata za to że został wychowany przez kogoś, kto zabił ich prawdziwego ojca. Przyłącza się do Bandory, jednak po pojedynku z Gekim w 22 odcinku uświadamia sobie o uczuciach brata i dołącza do grupy jako szósty Zyuranger. Niedługo potem okazuje się, ze Burai ma ograniczony do 30 godzin czas życia po wyjściu ze śpiączki, co symbolizuje zielona świeczka umieszczona w Komnacie Wieczności – tajemniczej izbie w innym wymiarze, w której nie mija czas. Jeśli Burai wyszedłby z Komnaty wówczas świeczka zaczęłaby się palić i skracać jego życie. W 42 odcinku Komnata Wieczności zostaje zniszczona przez Bandorę. W tym samym odcinku Burai umiera po pomocy, jaką udzielił bratu. Kloto poinformowała Dana i Gōshiego, że woda życia, którą zdobyli do uratowania chłopca nie zadziałałaby w przypadku Buraia, gdyż ten już raz umarł i nie może być ponownie wskrzeszony. Jego bestią jest Smoczy Cesarz, którego wzywa używając krótkiego miecza-fleta zwanego Jūsōken. Sam Smoczy Ranger nieco różni się od pozostałych wzorami na rękawicach i butach, a także noszeniem Smoczej Zbroi. Przed śmiercią Burai oddaje bratu swą zbroję, broń oraz bestię. Burai jest pierwszym stałym szóstym wojownikiem w Sentai. Postać Buraia zyskała ogromną popularność wśród widowni; kiedy twórcy serialu zadecydowali o jego śmierci, wielu młodych fanów przysyłało listy z prośbami o pozostawienie go przy życiu. Mimo to w ostatnim odcinku serialu pojawia się jego duch. Jego imię oznacza „wrogość” (無頼 burai).
  - Broń: Miecz Wzywający Bestię
  - Bestia-Mentor: Smoczy Cesarz

### Pomocnicy
- Barza (jap. バーザ Bāza) – nieśmiertelny pustelnik, mentor Zyurangersów. 170 milionów lat wcześniej walczył z Bandorą. Przez cały ten okres opiekował się grotą w której hibernowała piątka Zyurangersów. Przyjaciel Gnoma.
- Gnom (jap. ノーム Nōmu) – narwany król elfów, przyjaciel Barzy. Miał klucz do jaskini, w której hibernował Burai. Wnuk Gnoma, Ryota, zabrał mu ten klucz i otworzył jaskinię.
- Kloto (jap. クロト Kuroto) – byt będący życiem samym w sobie, które zazwyczaj przyjmuje kształt dziewczyny. Kiedy Burai przebudził się, Daijūjin poprosił Kloto, by przedłużyła jego życie. Burai otrzymał od niej Jūsōkena. Powiedziała mu, że jeśli będzie przebywał w pomieszczeniu zwanym Komnatą Wieczności, jego życie się nie skończy, ale jeśli z niej wyjdzie będzie miał jedynie 30 godzin życia. Kiedy komnata ta została zniszczona przez Bandorę, zgasła zielona świeczka i oznaczało to kres życia Buraia. Była strażniczka Wody Życia, którą Gōshi i Dan chcieli zdobyć, by uratować pewnego chłopca w szpitalu. Kloto powiedziała im, że nawet jeśli chcieliby oni przywrócić Buraia do życia, działanie tej wody nie poskutkuje, ponieważ już raz został on wskrzeszony.

### Bronie
- Dino Buckler (jap. ダイノバックラー Daino Bakkurā) – moduł przemiany Zyurangersów w postaci srebrnej zapinki do pasa, która w środku posiada monetę z symbolem każdego z grupy. By przemienić się w wojownika należy wypowiedzieć nazwę urządzenia a potem obracając urządzenie nacisnąć przycisk, który otwiera monetę. Smoczy Ranger posiada złotego Dino Bucklera. Na urządzeniu znajduje się napis „Zyuranger Kyōryūsentai”.
- Ranger Pistolet (jap. レンジャーガン Renjā Gan; Ranger Gun) – podstawowa broń każdego Zyurangera, noszona w kaburze na prawej nodze. Posiada jeszcze dwie formy: Ranger Miecz (jap. レンジャーソード Renjā Sōdo; Ranger Sword) oraz Ranger Nóż (jap. レンジャースティック Renjā Sutikku; Ranger Stick).
- Wyjące Działo (jap. ハウリングキャノン Hauringu Kyanon; Howling Cannon) – ostateczna broń wojowników, powstała z połączenia ich osobistych broni. Z wyglądu przypomina działo w kształcie kuszy. Pierwszy raz utworzone w 4 odcinku, gdy Zyurangersi odnaleźli swoje bronie. Potrafi zniszczyć potwora jednym strzałem.
  - Miecz Atakującego Smoka (jap. 龍撃剣 Ryūgekiken) – miecz będący osobistą bronią Tyrano Rangera.
  - Mothbreaker (jap. モスブレイカー Mosubureikā) – osobista broń Mamut Rangera, topór bojowy połączony z działem.
  - Tricelanca (jap. トリケランス Torikeransu; Tricelance) – osobista broń Tricera Rangera, lanca obustronnie zakończona trójzębami, która może rozdzielić się na dwie.
  - Szablo Sztylety (jap. サーベルダガー Sāberu Dagā; Sabre Daggers) – osobista broń Tygrys Rangera, podwójne sztylety.
  - Ptera Strzała (jap. プテラアロー Putera Arō; Ptera Arrow) – osobista broń Ptera Rangera, łuk połączony z podwójnym ostrzem.
- Motory Zaurer (jap. ザウラーマシン Zaurāmashin; Zaurer Machines) – trzy motocykle (w tym dwa z bocznymi koszami). Tyrano Ranger jeździ czerwonym Road Zaurerem 1, Mamut Ranger i Tygrys Ranger czarno-żółtym Side Zaurerem 2 (kosz po lewej stronie) zaś Tricera Ranger i Ptera Ranger niebiesko-białym Side Zaurerem 3 (kosz po prawej stronie).
- Miecz Wzywający Bestię (jap. 獣奏剣 Jūsōken) – osobista broń Smoczego Rangera, krótki miecz połączony z fletem. Służy do walki, jak też do wzywania i kontrolowania Smoczego Cesarza. Przed śmiercią Burai oddał go Gekiemu wraz ze Smoczą Zbroją.
- Smocza Zbroja (jap. ドラゴンアーマー Doragon Āmā; Dragon Armor) – złota zbroja noszona przez Smoczego Rangera. Była skarbem klanu Yamato, który został skradziony przez Buraia. W jej skład wchodzą napierśnik oraz dwa ochraniacze na ramionach. Przed swoją śmiercią Burai oddał ją Gekiemu.
- Grzmotoproce (jap. サンダースリンガー Sandāsuringā; Thunderslinger) – dodatkowe bronie dla piątki Zyurangersów, które zostały odnalezione wraz z Królem Brachionem przez Gekiego i Buraia. Przypominają laserowe proce Grzmotoproca może połączyć się z Ranger Pistoletem w Ranger Procę (jap. レンジャースリンガー Renjā Suringā; Ranger Slinger).

### Shugojū
- Shugojū Tyranozaur (jap. 守護獣 ティラノザウルス Shugojū Tiranozaurusu) – bestia-mentor Tyrano Rangera. Przybywa wydostając się z wnętrza Ziemi. Jest to czerwona maszyna przypominająca tyranozaura. Formuje szkielet i głowę Daijūjina. Jest pierwszą maszyną, która pojawiła się w serialu.
- Shugojū Mamut (jap. 守護獣 ジューマンモス Shugojū Jū Manmosu; Shugojū Zyu Mammoth) – bestia-mentor Mamut Rangera. Przybywa wychodząc z krainy lodu. Jest to czarna maszyna przypominająca mamuta. W każdej formacji formuje ręce oraz tarczę.
- Shugojū Triceratops (jap. 守護獣 トリケラトプス Shugojū Torikeratopusu) – bestia-mentor Tricera Rangera. Przybywa wyjeżdżając z pustyni. Jest to niebieska maszyna przypominająca triceratopsa. W każdej formacji stanowi lewą nogę.
- Shugojū Szablotygrys (jap. 守護獣 サーベルタイガー Shugojū Sāberu Taigā; Shugojū Saber Tiger) – bestia-mentor Tygrys Rangera. Przybywa wyskakując z dżungli. Jest to żółta maszyna przypominająca tygrysa szablozębnego. W każdej formacji stanowi prawą nogę.
- Shugojū Pteranodon (jap. 守護獣 プテラノドン Shugojū Puteranodon) – bestia-mentor Ptera Rangera. Przybywa wylatując z wulkanu. Jest to czerwono-biała maszyna przypominająca pterozaura. Formuje zbroję na tor Daijūjina.
- Shugojū Smoczy Cesarz (jap. 守護獣 ドラゴンシーザー Shugojū Doragon Shīzā; Shugojū Dragon Caesar) – bestia-mentor Smoczego Rangera. Jest ukryty w oceanie. Z wyglądu bardzo przypomina Godzillę. Formuje szkielet, tors i głowę Gōryūjina, a także jego broń. Ponadto stanowi górną część Jūtei Daijūujina. Po śmierci Buraia jego panem zostaje Geki. W Power Rangers jest znany jako Smokozord.
- Jūkishin Król Brachion (jap. 獣騎神キングブラキオン Jūkishin Kingu Burakion; Jūkishin King Brachion) – jedyna bestia-mentor bez właściciela. Podobnie jak pozostałe Shugojū ma własną inteligencję i nie potrzebuje pilota. Został odnaleziony przez Gekiego i Buraia, kiedy poszukiwali Thunder Slingerów. Tworzy pojazd dla Kyūkyoku Daijūjina. W Power Rangers jest zwany Jaszczurem.

### Mecha
- Daijūjin (jap. 大獣神; Wielki Bóg Bestii) – połączenie pierwszych pięciu Shugojū. Posiada drugą postać zwaną Dino Tankerem (獣戦車ダイノタンカー Jūsensha Dainotankā), która jest maszyną przypominającą czołg. Tyranozaur formuje głowę i szkielet, Mamut ręce i tarczę, Pteranodon zbroję na torsie, Triceratops i Szablotygrys odpowiednio lewą i prawą nogę. Uzbrojony jest w Tarczę Mamuta, a także w Miecz Dinozaurów Godhorn (恐竜剣ゴッドホーン Kyōryūken Goddohōn). W Power Rangers jest zwany Megazordem.
- Gōryūjin (jap. 剛竜神; , Potężny Smoczy Bóg) – połączenie Smoczego Cesarza, Mamuta, Triceratopsa i Smilodona. Jest to alternatywna wersja Daijūjina, ponieważ Smoczy Cesarz zastępuje Pteranodona i Tyranozaura w formacji. Uzbrojony jest w wiertło. W Power Rangers jest zwany Bojowym Smokozordem.
- Jūtei Daijūjin (jap. 獣帝大獣神; , Cesarski Wielki Bóg Bestii) – połączenie Daijuujina i Smoczego Cesarza. Smoczy Cesarz stanowi górną część robota.
- Kyūkyoku Daijūjin (jap. 究極大獣神; , Ostateczny Wielki Bóg Bestii) – prawdziwa postać Daijūjina, połączenie wszystkich siedmiu Shugojū, najsilniejsza formacja. W Power Rangers jest zwany Ultrazordem.

## Gang Bandory
- Wiedźma Bandora (jap. 魔女バンドーラ Majo Bandōra) – wiedźma, główny przeciwnik Zyurangersów. Kiedyś była królową plemienia wróżek, jednak kiedy tyranozaur zabił jej syna Kaia, Bandora sprzedała duszę Wielkiemu Szatanowi i poprzysięgła zemstę na ludziach i dinozaurach. Została zamknięta wraz ze swoimi podwładnymi w magicznym „kuble” na planecie Nemesis, z którego uwolniła ją dwójka astronautów. Nie znosi porażek, często bierze ją migrena po przegranych walkach jej potworów. W ostatnim odcinku została ponownie uwięziona przez Daijūjina w imbryku wraz ze swym gangiem i wysłana daleko w kosmos. W Power Rangers jest znana jako Rita Odraza.
- Gryfozer (jap. グリフォーザー Gurifōzā) – główny żołnierz Bandory, który przypomina humanoidalnego gryfa w złotej i skrzydlatej zbroi. Mąż Lami. Dopóki nie spotkał się z żoną ponownie, milczał cały czas. Mimo to mógł bez trudu dowodzić potworami. Zażarty rywal Tyrano Rangera. W finale rodzi mu się dziecko. W Power Rangers jest znany jako Złoty.
- Pleprikon (jap. プリプリカン Puripurikan) – inteligentny skrzat, który tworzy potwory z gliny. Nie jest do końca zły, można powiedzieć, że jest dosyć ekscentrycznym artystą. Posiada ogromną wiedzę i nie jest tak komiczną postacią jak pozostali z gangu. W Power Rangers znany jako Płetwiarz.
- Totobat (jap. トットパット Tottobatto) i Bukbak (jap. ブックバック Bukkubakku) – dwójka niezbyt inteligentnych podwładnych Bandory. Bukbak przypomina niskiego, niebieskiego goblina, Totobat jest wampirem, który nigdy nie poznał smaku krwi. W Power Rangers Bubkak jest znany jako Przykurcz, a Totobat jako Baboo.
- Lami (jap. ラミイ Ramii) – agentka Bandory, żona Gryfozera. W przeciwieństwie do męża wygląda jak człowiek, jednak swoją prawdziwą postać ujawnia po powiększeniu. Została wysłana aby odszukać jaja dinozaurów przed schwytaniem i uwięzieniem Bandory i reszty na planecie Nemesis. Nie mogąc znaleźć jaj, czekała na powrót do męża 170 milionów lat. Lami rywalizowała z Mei. Pod koniec serii rodzi dziecko. W Power Rangers jest znana jako Skorpina.
- Golemy (jap. ゴーレム Gōremu) – żołnierze Bandory zrobieni z gliny. Zyurangersi łatwo ich pokonują. W Power Rangers są znani jako Kitowcy.
- Wielki Szatan (jap. 大サタン Dai Satan) – największe zło na świecie wskrzeszone przez Bandorę, która jest jego podwładną. 170 milionów lat temu wykorzystał ją do zmienienia Ziemi w planetę zła, jednak został powstrzymany przez Ostatecznego Daijūjina. Po jego wskrzeszeniu Bandora często korzystała z jego mocy do zwiększenia mocy swych potworów. W finale Wielki Szatan wskrzesza syna Bandory – Kaia, jednak zostaje zniszczony ostatecznie przez Ostatecznego Daijūjina. W Power Rangers znany jako Lokar.
- Kai (jap. カイ Kai) – nieżyjący syn Bandory, książę wróżek zabity przez tyranozaura gdy zniszczył mu jaja z młodymi. Został wskrzeszony przez Wielkiego Szatana pod koniec serii i stał się pilotem robota zwanego Dora Tarosem. Kiedy żył, nigdy nie pozwolił swej matce na przytulenie go. Gdy Daijūjin zniszczył Dora Tarosa, Kai został śmiertelnie ranny i umarł na rękach matki.

## Obsada
- Yūta Mochizuki – Geki / Tyrano Ranger
- Seiju Umon – Gōshi / Mamut Ranger
- Hideki Fujiwara – Dan / Tricera Ranger
- Takumi Hashimoto – Boi / Tygrys Ranger
- Reiko Chiba – Mei / Ptera Ranger
- Shirō Izumi – Burai / Smoczy Ranger
- Jun Tatara – Barza
- Mayumi Sakai – Kloto
- Machiko Soga – Bandora
- Kan Tokumaru – Gryfozer (głos)
- Yutaka Ōyama – Pleprikon (głos)
- Kaoru Shinoda – Totobat (głos)
- Takeshi Watabe – Bukbak (głos)
- Ami Kawai – Lami
- Masahiko Urano – Wielki Szatan
- Seizō Katō – Wielki Szatan (głos)
- Issei Takahashi Kai

### Aktorzy kostiumowi
- Hiroshi Maeda – Tyrano Ranger
- Kazutoshi Yokoyama –
  - Tyrano Ranger,
  - Gryfozer (sceny walk)
- Naoki Ōfuji – Mamut Ranger
- Shōji Hachisuka – Tricera Ranger
- Yasuhiro Takeuchi –
  - Tricera Ranger,
  - Smoczy Ranger
- Hirofumi Ishigaki –
  - Tygrys Ranger,
  - Smoczy Cesarz
- Kiyohito Nakagawa – Ptera Ranger
- Rie Murakami – Ptera Ranger
- Seiji Takaiwa – Smoczy Ranger
- Takashi Sakamoto – Gryfozer
- Takako Iiboshi – Pleprikon
- Hideaki Kusaka –
  - Totobat,
  - Daizyujin,
  - Gōryūjin
- Minoru Watanabe – Bukbak
- Takeshi Miyazaki –
  - Shugojū Tyranozaur,
  - różne role

Źródło:

## Muzyka
Opening
- "Kyōryū Sentai Zyuranger" (jap. 恐竜戦隊ジュウレンジャー Kyōryū Sentai Jūrenjā)

Słowa: Gōji Tsuno & Reo Rinozuka
Kompozycja: Gōji Tsuno
Aranżacja: Kenji Yamamoto
Wykonanie: Kenta Satō
Ending
- "Bōkenshite Rappa-peeya!" (jap. 冒険してラッパピーヤ! Bōkenshite Rappapīya)

Słowa: Gōji Tsuno
Kompozycja: Gōji Tsuno
Aranżacja: Kenji Yamamoto
Wykonanie: Pythagoras (jap. ピタゴラス Pitagorasu)

## Informacje dodatkowe
- Nazwa serialu pochodzi od słowa jū (jap. 獣) oznaczającego zwierzę tudzież bestię. W dolnej części logo pojawia się zapis nazwy Zyuranger w kanji: 獣連者 (jūrensha) oznaczający dosłownie ludzi sprzymierzonych ze zwierzętami.
- Mimo że głównym motywem serialu są dinozaury, tylko trójka Zyurangersów jest na nich wzorowana. Są to Tyrano Ranger, Tricera Ranger i Ptera Ranger. Mamut Ranger i Tygrys Ranger mają za wzór prehistoryczne ssaki, zaś Smoczy Ranger mitycznego gada.